# Птолемаида (Древний Египет)
Птолемаида (др.-греч. Πτολεμαΐδα), также Птолемаида Гермийская, Птолемаида Великая и Птолемаида Фиваидская, — эллинистический город в Верхнем Египте, ныне египетский Эль-Манша. Входил в состав восьмого септа (нома) Верхнего Египта, который именовался греками Тинисским номом (егип. Та-ур).
Страбон в своём труде «География» называет Птолемаиду самым большим из городов Фиваиды, не уступающим Мемфису и имеющим государственное устройство по греческому образцу. Город был третьим по значению и численности после Александрии и Мемфиса и оставался административным центром Верхнего Египта до завоевания страны арабами. Сегодня от города не осталось практически никакого следа, если не считать впечатляющую каменную пристань, которая говорит о том, что город был важным речным портом. Имел своё собственное самоуправление, как и другие греческие полисы. Из папирусов и надписей ясно, что у Птолемаиды был совет и собрание, избирались магистраты и судьи, а граждане были разделены на племена и демы.
Название получил по имени основателя царя Птолемея I и его династии в Верхнем Египте. Место было выбрано севернее древних Фив, в египетской деревне Суит, которая, как и Ракотида в Александрии, сформировала старый квартал, предназначенный для коренных египтян. В Птолемаиде был учрежден особый культ поклонения Птолемеям.
Город был возведён по гипподамовскому плану, по примеру Александрии с прямыми мощёными улицами, агорой и греческими постройками. Призванная по мысли своего создателя потеснить Фивы в качестве столицы Верхнего Египта, Птолемаида должна была производить неожиданное впечатление эллинистического города посреди египетских пейзажей, с политическими институтами, зданиями, характерными для греческого полиса: театр, буле (орган управления в древней Греции), пританеи (залы для приема почетных гостей), храмы Диониса, где артисты приносили жертвы. Здесь также были культы Зевса и Сераписа. Однако у полиса не было собственной чеканки, а его Храм Исиды не имел права убежища.
Город сохранял свои греческие черты и в римский период.
В IV—VI веках был местом христианской кафедры одноимённой архиепархии в римской провинции Фиваида Вторая Византийского Египта. Архиепархия Птолемаиды Фиваидской была частью Александрийского патриархата.
С завоеванием Египта арабами и основанием Эль-Фостата (Каир), Птолемаида потеряла своё значение и пришла в упадок. Позднее на руинах возникло арабское поселение Эль-Манша.